# Bucumera
Bucumera ist eine osttimoresische Aldeia im Suco Leorema (Verwaltungsamt Bazartete, Gemeinde Liquiçá). 2015 lebten in der Aldeia 369 Menschen.

## Geographie
Bucumera liegt im Nordosten des Sucos Leorema. Westlich befindet sich die Aldeia Cutulau und südlich die Aldeia Urema. Im Norden grenzt Bucumera an den Suco Fatumasi und im Osten an den Suco Fahilebo. Im Zentrum liegt der Berg Foho Buku Mera (1079 m), auf dessen Gipfel das Dorf Buku Mera liegt. Im Norden entspringt der Failebo.

## Geschichte
Das Gebiet war im September 1999, während der Unruhen nach dem Unabhängigkeitsreferendum, Schauplatz von Vergewaltigungen und Mord durch die pro-indonesischen Miliz Besi Merah Putih.

## Politik
2023 wurde Paulo Correia zum Chefe de Aldeia gewählt.